# Cryptamorpha bhutanensis
Cryptamorpha bhutanensis es una especie de coleóptero de la familia Silvanidae.

## Distribución geográfica
Habita en Nepal.